# Expo 2027
Die Weltausstellung Expo 2027 soll vom 15. Mai bis zum 15. August 2027 in Belgrad stattfinden. Dabei handelt es sich um die erste Weltausstellung in Südosteuropa.

## Vergabe

### Kandidaturen
Am 29. Juli 2021 gab Minnesota als erster Bewerber bekannt, die Expo 2027 unter dem Motto „Healthy People, Healthy Planet: Wellness and Well-Being for All“ ausrichten zu wollen. Somit konnten weitere Kandidaturen nur innerhalb von sechs Monaten bis zum 28. Januar 2022 eingereicht werden. Phuket reichte seine Bewerbung („Future of Life: Living in Harmony, Sharing Prosperity“) am 11. Januar 2022 ein, Belgrad („Play for Humanity – Sport and Music for All“), Málaga („The Urban Era: towards the Sustainable City“) und Bariloche („Nature + Technology = sustainable energy. A viable future for humanity“) folgten am 25., 26. und 27. Januar.

### Wahl
Die Wahl des Austragungsortes fand auf der 172. Generalversammlung des BIE am 21. Juni 2023 statt.
| Bewerber                       | 1. Runde | 2. Runde | 3. Runde | 4. Runde |
| ------------------------------ | -------- | -------- | -------- | -------- |
| Vereinigte Staaten – Minnesota | 19       | 21       | 23       | –        |
| Thailand – Phuket              | 16       | 15       | –        | –        |
| Serbien – Belgrad              | 54       | 69       | 74       | 81       |
| Spanien – Málaga               | 42       | 48       | 53       | 70       |
| Argentinien – Bariloche        | 8        | –        | –        | –        |
| Enthaltungen                   | 1        | 1        | 2        | 3        |

Anmerkung: Pro Runde schied der Bewerber mit den wenigsten Stimmen aus.

## Kritik
Im Jahr 2023 legte die serbische Regierung dem Parlament ein Gesetz zur Finanzierung der Expo vor. Dieses beinhaltete die Gründung staatlicher Unternehmen, die als Investoren dienen sollten. Laut der NGO Transparentnosti Srbija verstößt dies gegen verschiedene Rechtsvorschriften, z. B. über Vergabe und Bau. Aus diesem Grund kam es im Juni 2025 während des ersten Beteiligungsplanungstreffens zu Protesten.
Laut Kritikern werden durch die Vorbereitungen für die Expo ärmere Menschen aus der Belgrader Innenstadt verdrängt. Außerdem werden Arbeitskräften aus afrikanischen und asiatischen Staaten, die auf den Baustellen tätig sind, zum Teil die Pässe abgenommen und Lohnzahlungen verweigert.